# 布拉克尔 (下萨克森州)
布拉克尔是德国下萨克森州的一个市镇。总面积13.91平方公里，总人口1721人，其中男性872人，女性849人（2011年12月31日），人口密度124人/平方公里。